# Klerykal fiction
Klerykal fiction (rzadko, fantastyka klerykalna, fantastyka antyklerykalna, lub clerical fiction) – określenie podgatunku polskiej fantastyki naukowej i szerszej fantastyki religijnej podejmującego tematykę chrześcijańską. Termin został ukuty we wczesnych latach 90. XX wieku.
Według niektórych definicji (Adam Mazurkiewicz, Marek Oramus), nurt ten jest zwykle krytyczny wobec religii (zwłaszcza zorganizowanych struktur kościelnych), jednak wobec innych (Natalia Budzyńska) do tego nurtu zaliczają się opowiadania neutralnie do niej podchodzące lub wręcz pozytywnie do niej nastawione.
Za utwory formatywne do powstania tego gatunku uważane są opowiadania „Złota Galera” Jacka Dukaja (1990) i  „Jawnogrzesznica” Rafała Ziemkiewicza (1991), a do najwybitniejszych przedstawicieli tego gatunku zalicza się Marek S. Huberath.

## Charakterystyka

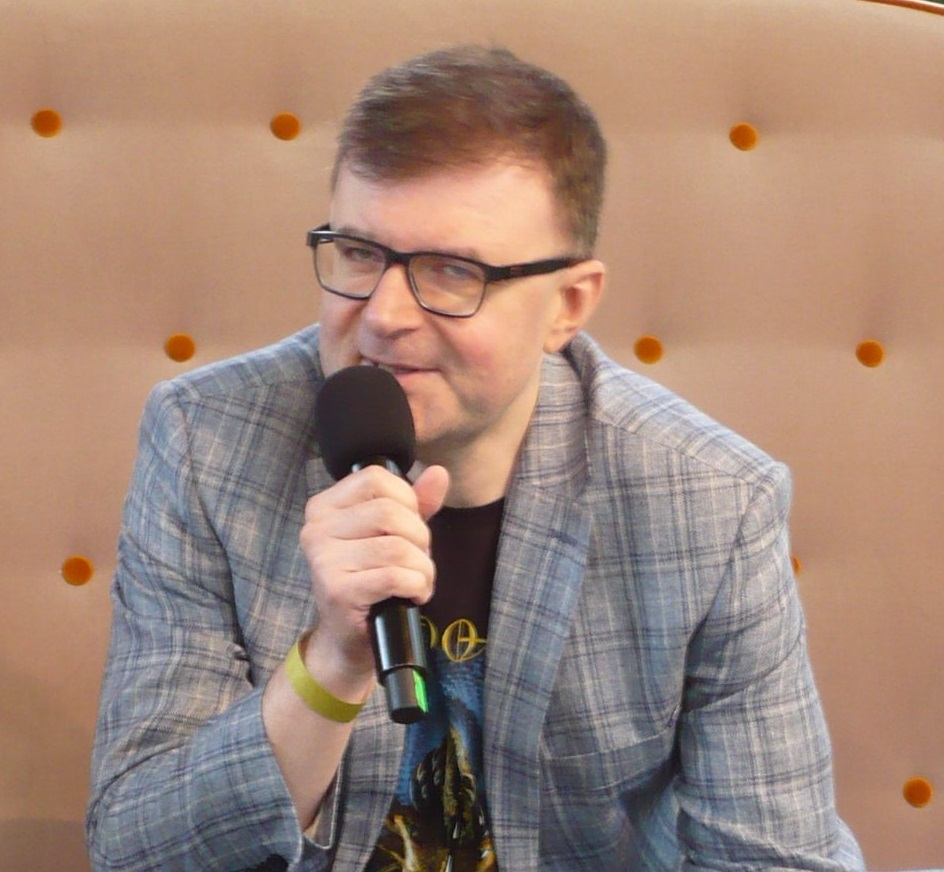
Jacek Dukaj, którego opowiadanie „Złota Galera” uważane jest za formatywne dla gatunku.

Gatunek ten wykształcił się w Polsce na przełomie lat 80. i 90. XX w. i jest podgatunkiem szerszej fantastyki religijnej, a także fantastyki socjologicznej. Za utwory formatywne czy fundamentalne do powstania tego gatunku uważane są opowiadania „Złota Galera” Jacka Dukaja (1990) i  „Jawnogrzesznica” Rafała Ziemkiewicza (1991). Tomasz Kołodziejczak, któremu przypisuje się ukucie terminu, opisał te utwory jako reakcję na społeczne strachy końca dziesięciolecia. Pewną rolę w formowaniu gatunku mogły odegrać powieści zachodnie krytykujące tradycyjny model religijności; zwłaszcza Kantyczka dla Leibowitza amerykańskiego pisarza Waltera M. Millera (1959; przekład polski 1991) i I ujrzeli człowieka brytyjskiego pisarza Michaela Moorcocka (1969, przekład polski 1992).

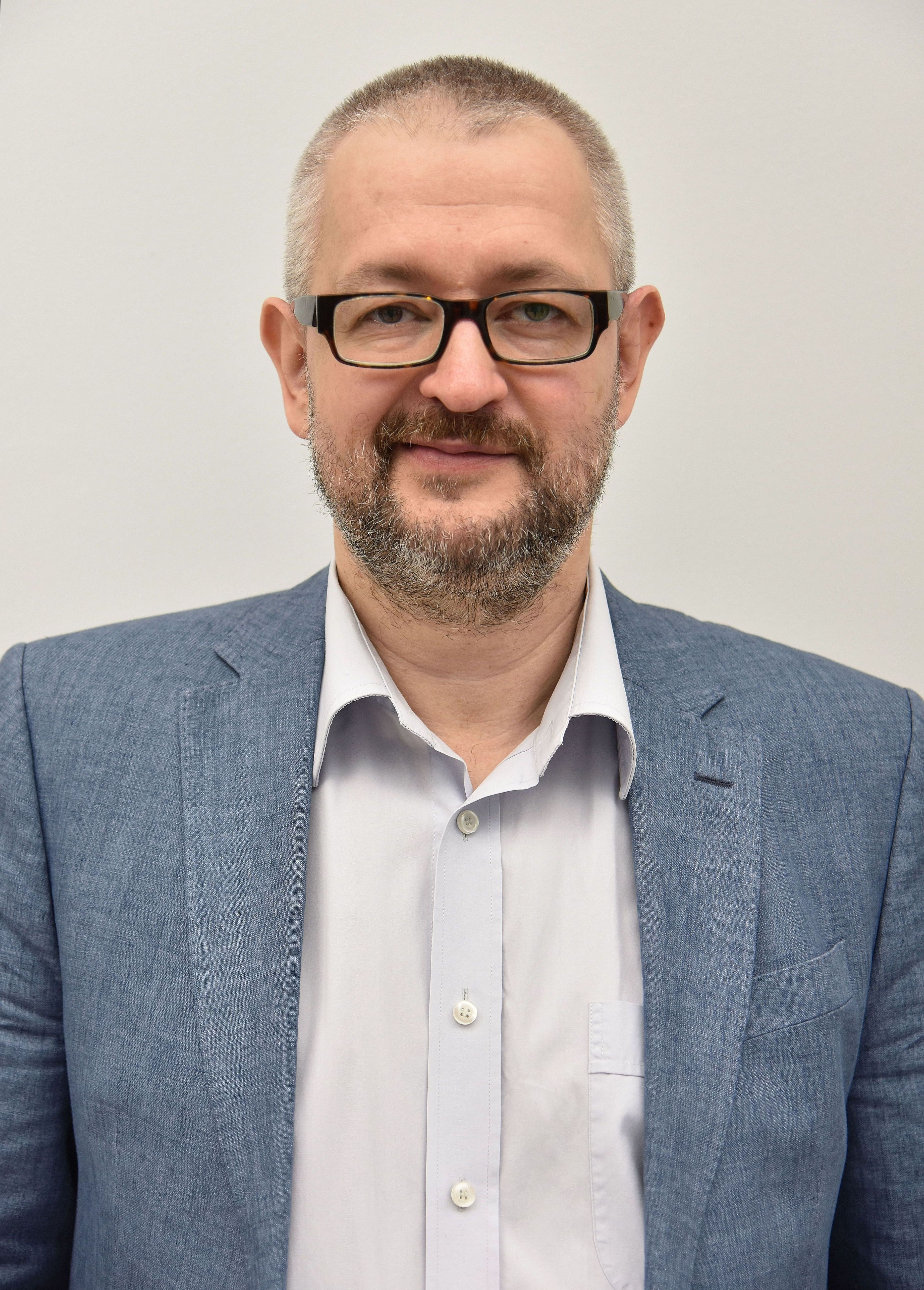
Rafał Ziemkiewicz, którego opowiadanie „Jawnogrzesznica” uważane jest za formatywne dla gatunku.

Teksty klerykal fiction są często określane jako krytyczne wobec religii. W 1994 r. Tadeusz A. Olszański zaproponował podział fantastyki religijnej na wyznawczą, teistyczną i klerykal fiction, tę ostatnią charakteryzowaną przez podejście „antykościelne” (ale niekoniecznie bez perspektywy teistycznej).  W 1995 r. Marek Oramus skrytykował ten podgatunek, który zdefiniował jako opisywanie jakim niebezpieczeństwem grozi uległość wobec Kościoła, jak się jęczy pod kościelnymi rządami, jaki to gwałt chodzić do spowiedzi i jak przerost księżych interwencji źle wpływa na wolność jednostki oraz życie prywatne obywateli oraz jako najprymitywniejszą fantastykę pierwszopoziomową, sfalsyfikowaną i wtrąconą w niebyt przez rzeczywistość. Jacek Dukaj w 2002 r. scharakteryzował klerykal fiction jako najsłabszy i ulotny trend w polskiej fantastyce, a termin „fantastyka klerykalna” określił jako pejoratywny i przyporządkował wąskiej klasie utworów, które były literackim echem nastrojów i ruchów antykościelnych z początku lat 90. Olszański uważa krytykę kościoła za klasyczną dla literatury anglosaskiej o tradycjach protestanckich (antykatolickich).
Adam Mazurkiewicz w 2006 r. stwierdził, że termin klerykal fiction nie został jeszcze przyjęty przez krytykę  gatunku, i może być zbędny, aczkolwiek w 2014 r. poświęcił mu głębszą analizę, i określił ten gatunek jako zjawisko z pogranicza literatury i publicystyki społeczno-politycznej... nacechowane ironicznym dystansem, oddaje specyfikę zjawiska, odwołując się do spetryfikowanej wizji bohatera, związanego ze strukturami Kościoła. Utwory z tego podgatunku nazwał skandalizującymi i napastliwymi, porównując je do paszkwili ośmieszających swoich wrogów.
Stanisław Krawczyk w 2022 opisał gatunek jako krytykę sformalizowanej, skostniałej religijności, w tym zwłaszcza niegodziwie urządzonych instytucji podobnych do Kościoła rzymskokatolickiego albo wprost z nim utożsamionych.
Częstym elementem klerykal fiction jest krytyka nadmiernej obecności Kościoła w (polskim) społeczeństwie. Kościół bywa utożsamiany z instytucją totalitarną i staje się negatywnym bohaterem zbiorowym. Utwory takie mają często charakter satyryczny bądź groteskowy. W niektórych utworach z tego nurtu powstał stereotyp teokratycznej, totalitarnej Polski.

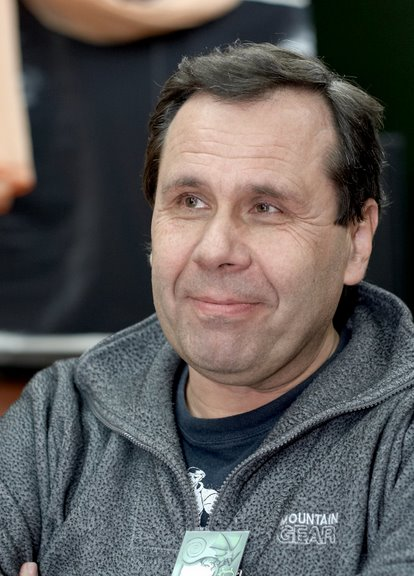
Marek S. Huberath, zaliczany jest do najwybitniejszych przedstawicieli tego gatunku.

Mazurkiewicz zauważył także, że wiele z utworów klerykal fiction można utożsamiać z poglądami lub środowiskami liberalno-lewicowym i że stanowi on artystyczną odpowiedź bądź reakcję na utwory wywodzące się ze środowisk neokonserwatywno-prawicowych, zawierających fascynację... związkami faszyzmu i religii, wzorowanych na ruchach międzywojennych (wymieniając w tym kontekście twórczość autorów takich jak Rafał Ziemkiewicz, Cezary Michalski, Wacław Holewiński i Bronisław Wildstein).
Jednak Natalia Budzyńska (1999, 2002, 2009) definiuje klerykal fiction jako polską literaturę fantastyczną podejmującą tematykę chrześcijańską i zalicza do niego także teksty pozytywnie nastawione do religii, stające po stronie chrześcijaństwa, pokazujące autentyczną wiarę lub przesycone treściami ewangelicznymi, m.in. tematyką pro-life. Mazurkiewicz takie utwory (analizujące polską religijność w kontekście fantastyki, gdzie postawa ideologiczna ich autorów nie jest nacechowana polemicznie) widzi na marginesie tego nurtu. Tadeusz Żabski zdefiniował klerykal fiction po prostu jako polską literaturę fantastyczną podejmującą tematykę wiary. Podobnie Ewa Kozak przytacza definicję podgatunku Marcina Zwierzchowskiego jako historie odwołujące się do spraw wiary czy Kościoła. Według Piotra Koniecznego, zachodzi tu  zjawisko odzyskiwania języka, czyli przyjęcia wcześniej pejoratywnego terminu przez krytykowane środowisko, i użycie go w sposób pozytywny, czyli rozszerzenie terminu klerykal fiction z utworów jednoznacznie krytycznych wobec Kościoła, a nawet religii, do wszystkich utworów z szerzej pojętej fantastyki religijnej zawierających jakąkolwiek formę krytyki zjawisk ze strefy sacrum (np. będących ostrzeżeniem dla wiernych i Kościoła przed utratą wiary). Konieczny zasugerował tutaj potrzebę stworzenia i użycia nowych terminów na jasne rozróżnienie utworów anty-religijnych ("anti-klerykal fiction" - fantastyka antyklerykalna) od utworów pro-religjinych ("Christian warning fiction" lub "pro-klerykal fiction"; fantastyka proklerykalna).
Za przykład trudności klasyfikacyjnych mogą służyć np. niektóre utwory Ziemkiewicza, zaliczane do klerykal-fiction, ale równocześnie określane jako żarliwie religijne w najlepszym znaczeniu i na wskroś przesycone treściami ewangelicznymi. Zaliczane są do klerykal fiction jako krytyczne wobec instytucji kościoła, ale kościół krytykowany przez Ziemkiewicza nie jest kościołem dzisiejszym, ale przestrogą przed jego degeneracją w kościół faryzeizmu (fałszywy i obłudny). Ziemkiewicz opisuje permesywistczny post-Kościół, który […] utracił wiarę w swojego Założyciela, zgodzi[ł] się na relatywność Prawdy Chrystusa i zaprzesta[ł] głoszenia Dobrej Nowiny [i] przestał być komukolwiek potrzebny.
Mazurkiewicz, jak i Wojciech Orliński, do najwybitniejszych przedstawicieli tego gatunku zaliczyli Marka S. Huberatha.
Gatunek jest niekiedy nazywany historycznym; okres jego popularności przypisywany jest pierwszej połowie lat 90.; okres ten charakteryzował się m.in. spadkiem społecznego zaufania do instytucji Kościoła w połączeniu z wejściem Kościoła w politykę, co spowodowało powstanie ruchów antykościelnych. Wojciech Sedeńko w 1992 we wstępie do antologii fantastyki religijnej „Czarna msza” pisał, że obawa przed klerykalizacją państwa jest dość powszechna (na pewno wpłynęły na to ostatnie spektakularne sukcesy Kościoła, jak powrót do szkół religii, odzyskanie ogromnego majątku w nieruchomościach, stanie się czynnikiem opiniotwórczym w wielu dziedzinach życia). Po dojściu do władzy w Polsce tzw. środowisk postkomunistycznych w połowie tej dekady (zwycięstwo SLD w wyborach w 1993 roku), nastąpiło pewne odzyskanie zaufania do tej instytucji, i równoczesny spadek popularności literatury krytycznej do Kościoła, w tym klerykal fiction.

## Utwory
Zaliczenie specyficznych utworów do tego podgatunku jest niekiedy subiektywne. Za prekursorskie w tym gatunku – utwory polskiej fantastyki, poruszające tematy metafizyczne i religijne – można też uznać m.in. powieść Wyczerpać morze Jan Dobraczyńskiego z 1961 r., powieść Głos Pana Stanisława Lema z 1968 r., opowiadanie „Relacja z pierwszej ręki” Janusza Zajdla z 1982 r., opowiadanie „Karlgoro, godzina 18.00” Marka Baranieckiego z 1983 r, powieść Adam, jeden z nas Konrada Fiałkowskiego z 1986 r., czy opowiadanie „Jeruzalem” Janusza Cyrana z 1988 r.
W 2002 r. Jacek Dukaj określił ten podgatunek jako składający się z ok. 40 tekstów.
Utwory zaliczane do klerykal fiction to, w porządku chronologicznym, m.in.:
- Marcin Wolski, Agent Dołu (powieść, 1988)[4]
- Janusz Cyran, „Jeruzalem” (opowiadanie, 1988)[20]
- Jacek Dukaj, „Złota Galera” (opowiadanie, 1990)[5][6][14][9]. Do gatunku zalicza się także kilka innych opowiadań Dukaja, m.in. „Książę mroku musi umrzeć” i "Opętani" z 1991 i wiele zamieszczonych w zbiorze „W kraju niewiernych” z 2000 r. (np. „In Partibus Infidelium” z tegoż roku i „Ziemia Chrystusa” z 1997 r.)[3][8][13][14][2]
- Marek S. Huberath, „Kara większa” (opowiadanie, 1991)[13][1]
- Rafał Ziemkiewicz, „Jawnogrzesznica”  (opowiadanie, 1991)[5][6][8][14][1][21] Według Budzyńskiej „Wbrew pozorom nie jest to opowiadanie antyklerykalne, lecz głęboko ewangeliczne”[13].
- Rafał Ziemkiewicz, „Szosa na Zaleszczyki" (opowiadanie, 1991)[13]
- Tomasz Kołodziejczak, „Wstań i idź" (opowiadanie, 1992)[13]
- opowiadania zawarte w antologii „Czarna msza” pod redakcją Wojtka Sedeńki (1992)[3][1]. Przy czym Sedeńko we wstępie do antologii zaznaczył, że "wybrałem [opowiadania] moim zdaniem najlepsze, przy doborze unikałem jak ognia kryterium pro czy anty"[19]:
  - Grzegorz Drukarczyk, „Raj utracony”
  - Tadeusz Oszubski, „Interregnum”
  - Jacek Inglot, „Umieraj z nami”
  - Jacek Sobota, „Rzeka”
  - Andrzej Drzewiński, „Dopust Boży”
  - Rafał A. Ziemkiewicz, „Źródło bez wody”
  - Eugeniusz Dębski, „...więc chyba to był On...”
  - Jacek Dukaj, „Korporacja Mesjasz”
  - Mirosław P. Jabłoński, „Spotkanie na końcu drogi”
  - Jarosław Grzędowicz, „Dom Na Krawędzi Światła”
  - Jacek Piekara, „Dom Na Krawędzi Ciemności”
- Grzegorz Drukarczyk, Zabijcie Odkupiciela (powieść, 1992)[8]
- Olgierd Dudek, „Czas siejby” (opowiadanie, 1992)[2]
- Andrzej Sapkowski, „W leju po bombie” (opowiadanie, 1993)[6]
- Marek Oramus, Święto śmiechu (powieść, 1995)[8][1]
- Mirosław P. Jabłoński, Elektryczne banany, czyli ostatni kontrakt Judasza (powieść, 1996)[8]
- Rafał Ziemkiewicz, „Tańczący mnich” (opowiadanie, 1996)[13]
- Jacek Inglot, Quietus (powieść, 1997)[5][8][13][1]
- Aleksander Olin, Komusutra (powieść, 1997)[8]
- Marek S. Huberath, Druga podobizna w alabastrze (mikropowieść, 1997)[13]
- Marek S. Huberath, „Maika Ivanna” (opowiadanie, 1997)[13]
- Wojciech Szyda, „Psychonautka” (opowiadanie, 1997)[13]
- Cykl Inkwizytorski, Jacka Piekary tworzony od 2003 r.[8][17]
- Marek S. Huberath, Miasta pod skałą (powieść, 2005)[8]
- Jacek Sobota, Głos Boga (powieść, 2006)[8]
- Jacek Piekara, Przenajświętsza Rzeczpospolita (powieść, 2008)[8]
- Marek Oramus, Kankan na wulkanie (powieść, 2009)[8]
- Jacek Dukaj, „Linia Oporu” (opowiadanie, 2010)[8]
- Konrad T. Lewandowski, Anioły muszą odejść (powieść, 2011)[17]
- Konrad T. Lewandowski, Czas egzorcystów (powieść, 2014)[17]
- Konrad T. Lewandowski, Utopie (powieść, 2014)[17]
- Cykl Komornik Michała Gołkowskiego (2016-2023)[17]

Dukaj zaliczył też do klerykal fiction bliżej niesprecyzowane opowiadania Macieja Żerdzińskiego.